# DarkHotel
ダークホテル（英：DarkHotelもしくはDarkhotel）は、ビジネスホテルの利用者をホテル内のWiFiネットワークを通じて攻撃するための標的型スピアフィッシングスパイウェアおよびマルウェアである。
カスペルスキーは、APT攻撃の特徴をもつとしている。
標的となるのは企業幹部であり、実在するデジタル証明書にある脆弱な公開鍵を素因数分解して生成した「偽造デジタル証明書」を使って、有効と偽るソフトウェアをダウンロードさせて攻撃するという。